# Una Chi
Una Chi (pseudònim de Bruna Bianchi, Milà, Itàlia, 1942) és una novel·lista i traductora italiana. Amb una obra amb una forta identitat eròtica, es distingeix per la seva prosa analítica i per la crueltat de les seves històries.
Fou professora titular de literatura alemanya a la Universitat de Milà. Sota el seu nom real Bruna Bianchi, va traduir a l'italià diverses obres mestres de la literatura alemanya, com el Diari d'un cargol de Günter Grass (Aus dem Tagebuch einer Schnecke) (Einaudi, Torí, 1974), Bluebeard de Max Frisch (Einaudi, 1984) i Unicorno de Martin Walser (Feltrinelli, 1969).

## Obres
- 1994: E duro campo di battaglia il letto, col·lecció Ars amandi, ES, 1994 (ISBN 88-86534-56-6);
- 1995: Il sesso degli angeli, col·lecció Biblioteca dell'eros, ES, 1995 (ISBN 88-86534-09-4);
- 1997: Ti vedo meglio al buio, col·lecció Biblioteca dell'eros, ES, 1998 (ISBN 88-86534-53-1);
- 2000: L'ultimo desiderio, col·lecció Biblioteca dell'eros, ES, 2000 (ISBN 88-87939-00-4)3.[3]